# Parazenidae
Die Parazenidae sind eine Familie der Petersfischartigen (Zeiformes). Die Fische leben im Atlantik, im Indischen Ozean und im Pazifik in Tiefen von 140 bis 700 Metern. Die Familie wird in zwei Unterfamilien, die Cyttopsinae und die monotypischen Parazeninae, unterteilt.

## Merkmale
Die Arten der Parazenidae werden acht bis 31 Zentimeter lang. Sie haben einen seitlich abgeflachten, mit kleinen Ctenoidschuppen bedeckten Körper und 34 Wirbel. Ihre Praemaxillare ist stark vorstreckbar.
Flossenformel: Dorsale VI–VIII/26–30, Anale I/31, Ventrale 1/6, Pectorale 13–16, Caudale 11.
Die Arten der Familie haben zwei Seitenlinien, die sich hinter der weichstrahligen Rückenflosse vereinen.

## Systematik

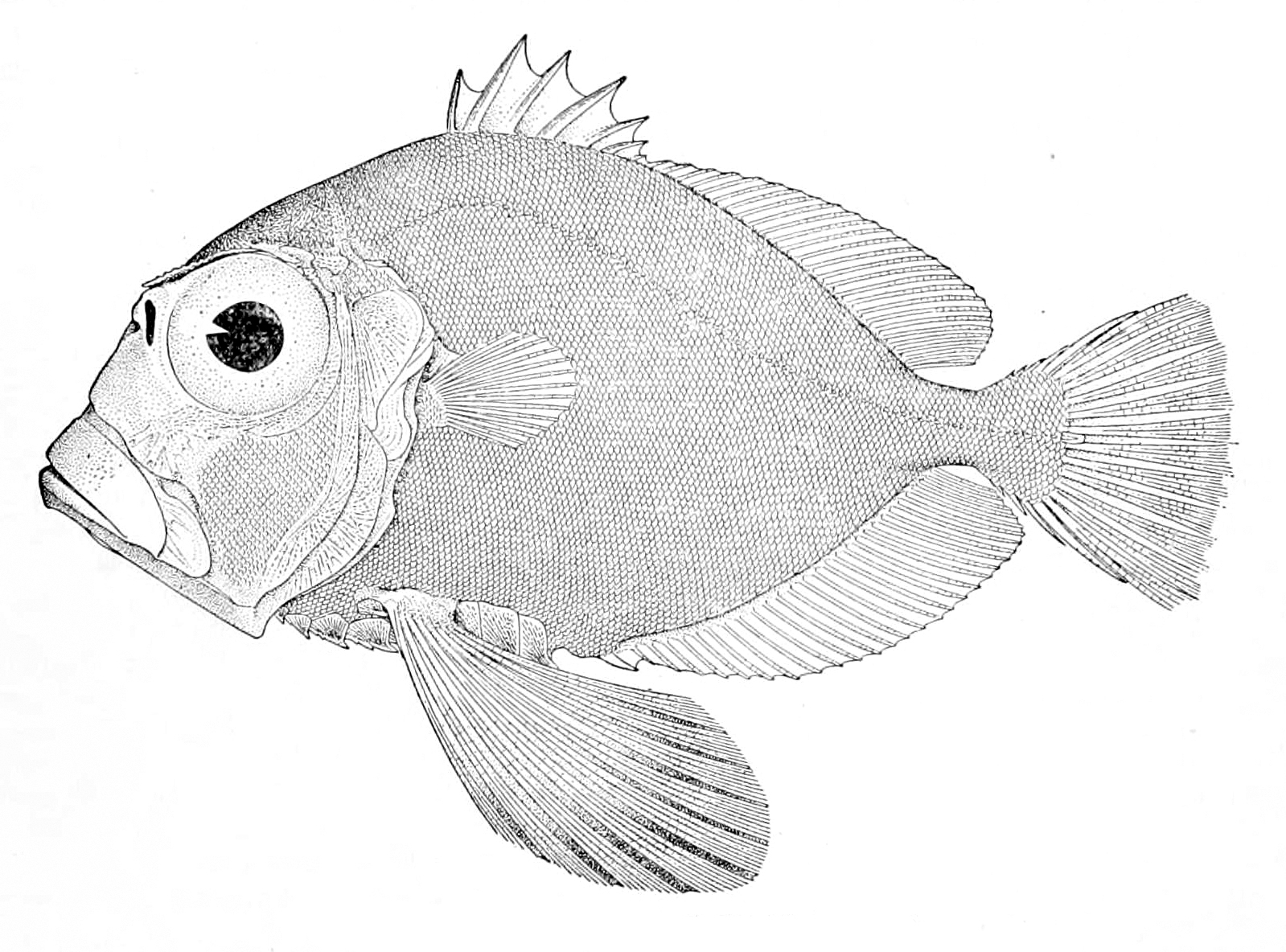
Stethopristes eos

Es gibt vier Arten in drei Gattungen und zwei Unterfamilien:
- Unterfamilie Cyttopsinae:
  - Gattung Cyttopsis (Gill, 1862)
    - Cyttopsis cypho (Fowler, 1934)
    - Cyttopsis rosea (Lowe, 1843)

  - Gattung Stethopristes (Gilbert, 1905)
    - Stethopristes eos (Gilbert, 1905)
- Unterfamilie Parazeninae:
  - Gattung Parazen (Kamohara, 1935)
    - Parazen pacificus (Kamohara, 1935)